# Philodromus tiwarii
Philodromus tiwarii är en spindelart som beskrevs av C.C. Basu 1973. Philodromus tiwarii ingår i släktet Philodromus och familjen snabblöparspindlar. Inga underarter finns listade i Catalogue of Life.